# Relevo da Espanha

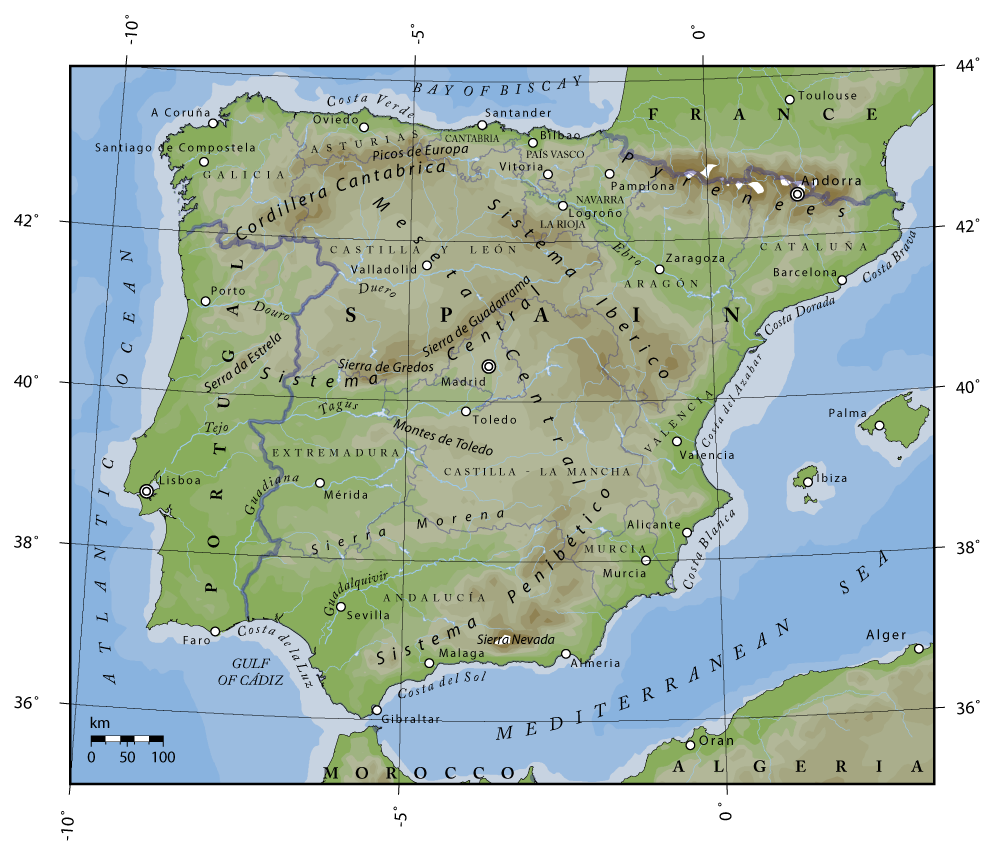
Relevo da Espanha peninsular e Baleares.

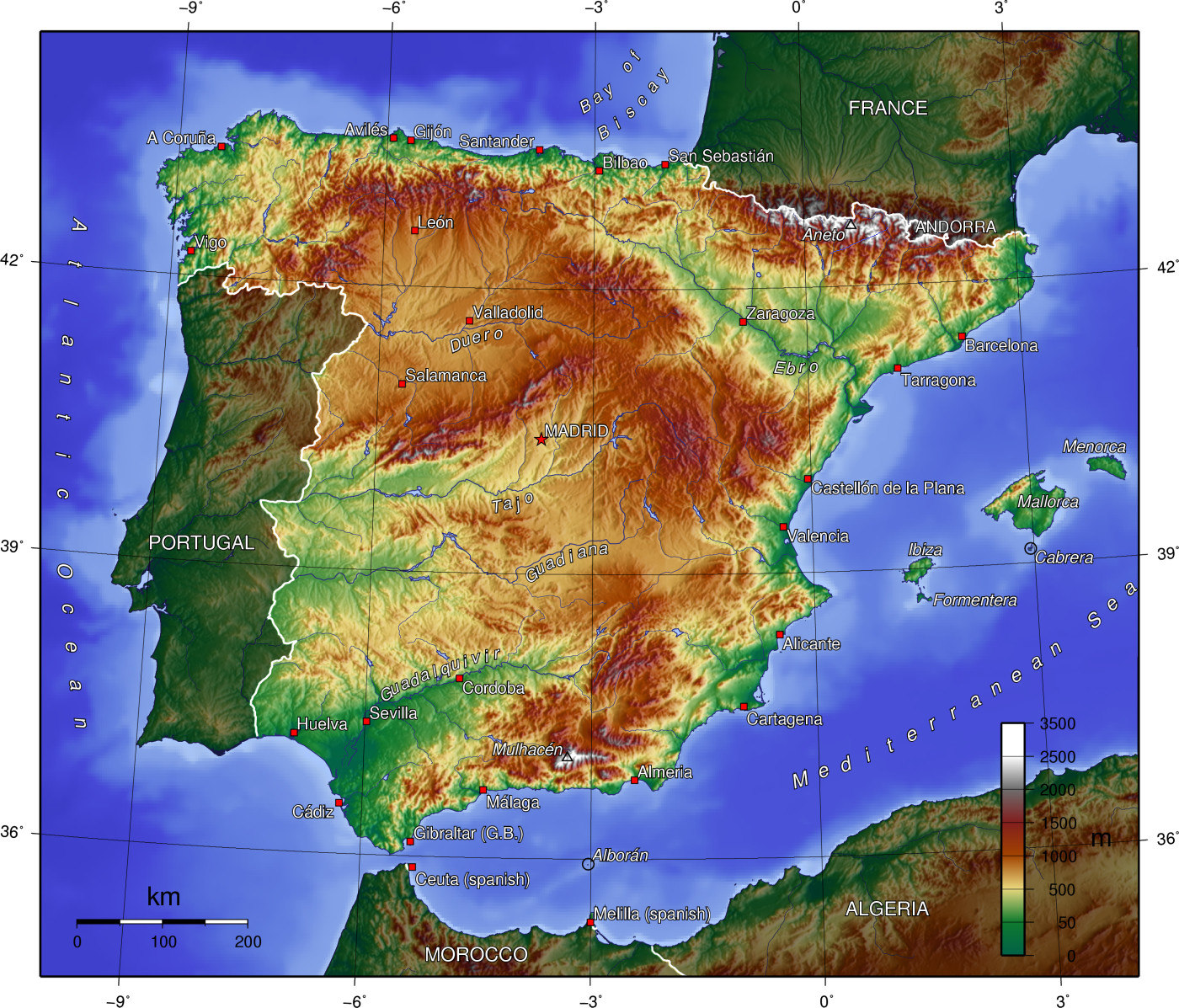
Mapa da Espanha que indica a altitude do terreno e a topografía.

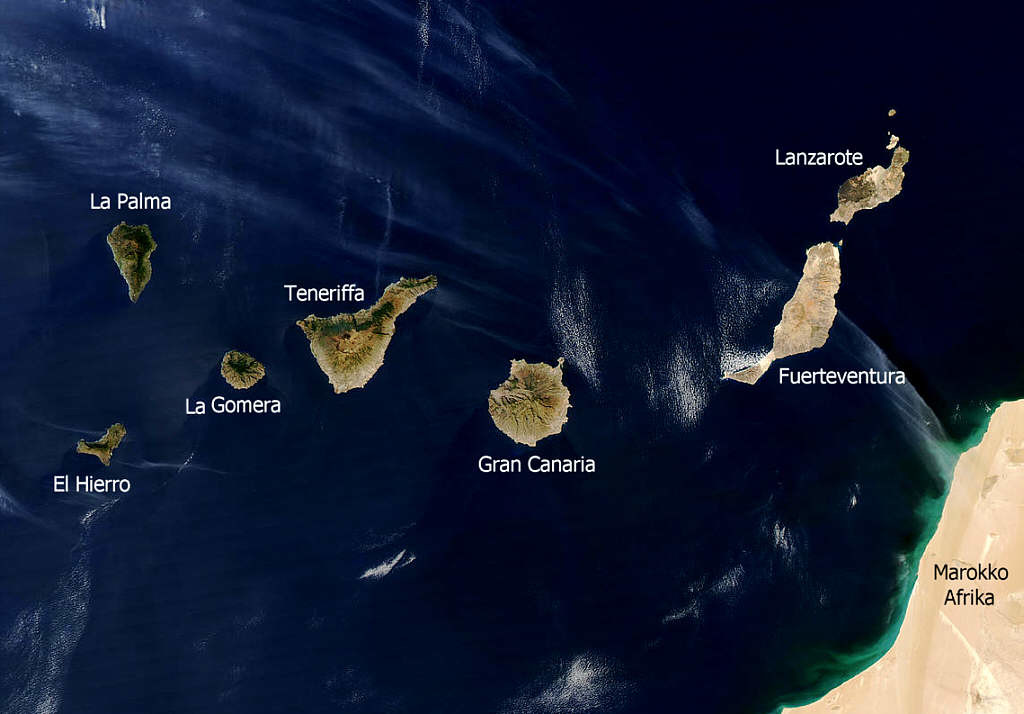
As Ilhas Canárias, situadas no norte de África, têm uma origem vulcânica.

Curva hipsométrica da Espanha peninsular. Apesar de estar banhada pelo mar Mediterrâneo e o oceano Atlântico, e metade da sua superfície encontra-se a 683 m ou mais sobre o nível do mar.

O Relevo da Espanha caracteriza-se por ser bastante elevado, com uma altitude média de 660 metros, bastante montanhoso se comparamo-lo com o resto dos países da Europa e só superado pela Suíça, e os microestados de Andorra e Liechtenstein. Na Espanha peninsular, o relevo articula-se em torno de uma grande Meseta Central que ocupa a maior parte do centro da península Ibérica e que tem uma altitude média de 660 metros. Fora da meseta, está a depressão do rio Guadalquivir, situada no Sudoeste da península, e a do rio Ebro, no Nordeste da mesma.
Os sistemas montanhosos da Espanha são muito numerosos e ocupam quase a metade do território nacional. Os Pirenéus (no limite Nordeste) e os Sistemas Béticos (no Sudeste) são as cordilheiras mais elevadas e situam-se fora da Meseta Central. Rodeando esta, está a Cordilheira Cantábrica no Norte, o sistema Ibérico no Este, e Serra Morena no Sul. Dentro da Meseta Central está o sistema Central e os Montes de Toledo.
A Espanha pertencem dois arquipélagos de interesse geográfico: as ilhas Baleares, situadas no mar Mediterrâneo, com uma latitude similar à de Castela-Mancha; e as ilhas Canárias, sete ilhas de origem vulcânica localizadas no Oceano Atlântico, próximas à costa do Saara Ocidental; e com menos importância: a Ilha de Alborão entre Espanha e Marrocos e as ilhas Columbretes em Castellón. De Espanha também são alguns pequenos enclaves costeiros do Norte da África: as cidades de Ceuta e Melilha, as Ilhas Chafarinas, e os ilhotes de Alhucemas e de Vélez da Gomera.
A costa espanhola, banhada pelo Oceano Atlântico, e os mares Cantábrico e Mediterrâneo, apresenta uma grande diversidade de praias, promontórios e rias. A costa alta (presença de promontórios e rasas) e articulada (presença de rias e cabos) é a mais predominante no Norte e nas Ilhas Canárias, enquanto a costa baixa (presença de praias e calas) é própria do Sul, do Mediterrâneo e Baleares.

## Evolução geológica da península ibéria
Espanha tem grande variedade paisagística, com a existência de grandes montanhas e depressões, as montanhas podem ser abruptas ou suaves. No relevo também influi a forma maciça e pouco articulada da península, a costa carecem de salientes, têm elevada altitude média. Há um cinto montanhoso que rodeia a península e dificulta o acesso ao interior.

### Litologia
- Espanha silício: São os materiais mais antigos. Existem três tipos de rochas: granito (plutónica), Ardósia (facilmente erosiva) e quartzito (que são metamórficas), bem mais dura e resistente que a ardósia e da que existe uma variante que é a quartzito armoricana.
- Espanha calcária: São materiais mais novos que os silício. Está formada por carbonatos e constituída por grandes pacotes sedimentares da era Secundária que foram dobrados a inícios do  Cenozoico. Estão compostos por carbonato de cálcio, chamado calcário margoso e caracterizam-se pela sua alta solubilidade. O tipo de paisagem é o carstico, muito influído pela erosão da água neste tipo de litologia. Encontramos diferentes morfológias: dolinas, colinas carsticas pertencentes às regiões alpinas...
- Espanha argilosa: São os materiais mais novos (Cenozoico e Quaternário). São de carácter sedimentar e não têm sido dobrados. O material predominante é a argila à que se acrescentam outros materiais.

### Estrutura geológica
Desde os princípios de era Primária existia o continente que os geólogos têm denominado Gondwana, de contornos diferentes ao do continente africano atual, mas do que em realidade deriva este continente. Pelo Norte estendia-se ao mesmo tempo o continente que podemos chamar Paleoeuropa do que depois derivaria a atual Europa. E entre ambos continentes um mar bem mais largo e profundo que o atual Mediterrâneo, o antigo Tetis dos geólogos.
No final de era Primária produziram-se movimentos tectónicos e orogénicos chamados em conjunto orogénia hercínica (ou pegamento herciniano), de grande intensidade. Depois deles, os territórios ocidentais da Península adquiriram uma fisonomía semelhante à atual. Pelo Norte, Este e Sul se estendia o mar de Tetis. O relevo assim formado tomou a direção armoricana (nome da antiga Bretanha francesa) de NO-SE.
A orogénia herciniano afetou as grandes massas de sedimentos que se transformaram em ardósias, quartzitos e  formações graníticas. Toda esta atividade magmática deu lugar também a filões de minerais como chumbo, mercúrio, pirita, etc., que são a base principal da riqueza mineira da península. Este movimento afetou a toda a Europa e deu lugar, entre outros, ao Maciço Central e a Floresta Negra.
Nesta superfície (territórios ocidentais da Península), conhecida como zócalo paleozoico, predomina atualmente o silício, cuja expressão mais comum é o quartzo. O conjunto forma a chamada Espanha silícea.
O período Secundário foi de acalma orogénica, caracterizado pela erosão do já existente, e sedimentação de materiais nas diferentes fossas marinhas.
A etapa do orogenia alpina dá-se no Terciário, com fortes pressões que pegam os materiais; as barreiras que se tinham criado na orogenia herciniana vão ter um efeito de topo sobre estas forças. Estes empurres vão dobrar os materiais mais modernos que são de natureza macia e os materiais mais antigos se vão romper. Com estas fortes pressões formaram-se os Pirenéus, fracturou-se a Meseta e deu lugar à Serra Morena, a Cordilheira Cantábrica e a Ibéria, decorridos vários milhões de anos formaram-se os Sistemas Béticos e surgiram as ilhas Baleares. Também se formaram as pre-fossas alpinas que são depressões que antecedem às cordilheiras e se vão ir recheando de materiais.
Ao final do Terciário acabar-se-á quase de configurar a atual península. No período pós-alpino dar-se-ão deformações que darão lugar a agrupamentos, consequência da orogenia alpina. As massas continentais tentam chegar a um equilíbrio e libertar as tensões acumuladas. Estes processos posteriores e os parecidos recebem o nome de tectónica morfológica e são movimentos de tipo vertical.
A partir do Neogeno tem tido três movimentos póstumos: o primeiro é o abombamento da meseta que se basculhe para ocidente, derivados deste basculhamento produzem-se uma série de empurres desde Oriente e provocam que o zocalo também se basculhe para o Atlântico, e a terceira fase é uma série de movimentos de origem vertical que elevam as cordilheiras alpinas (sistema Central e Montes de Toledo).
No Quaternário dão-se mudanças na paisagem, são movimentos eustáticos que afetam ao nível do mar. Produzem-se tanto subidas como descidas, com origem no glaciarismo. Também aparecem fenómenos vulcânicos em áreas fragmentadas ou falhas como Olot e La Mancha. Também os rios tomam a configuração atual e começa a sua erosão.
Por último estão os sistemas morfogenéticos que dão lugar ao relevo atual, fazem referência aos aspectos climáticos, erosivos, químicos e mecânicos que afectam ao relevo e estão unidos à tectónica. Também tiveram influência as glaciações (nas partes mais elevadas), junto ao água e ao vento.
Uma forma é o circo glaciar, uma espécie de depressão circular por influência dos gelos que se dá nas maiores altitudes e dá lugar a uma série de línguas de gelo chamadas morenas que surgem da parte mais elevada da montanha e discorrem por todo o vale até a base; encaixa-se entre montanhas e lavra um vale em forma de "U" chama-se-lhe artesa. Isto é muito comum nos Pirenéus e as zonas mais elevadas.
Nas zonas menos elevadas dá-se outro tipo de modelagem, o domínio Periglacial, muito comum nos períodos interglaciares. As formas de modelagem mais importantes são a gelifração e a solifluxão, que a sua vez alteram os processos de erosão fluvial: nas fases mais frias os rios terão menos volume que no degelo quando aumentam a sua força erosiva e configuram os alcantilados.

## Relevo peninsular

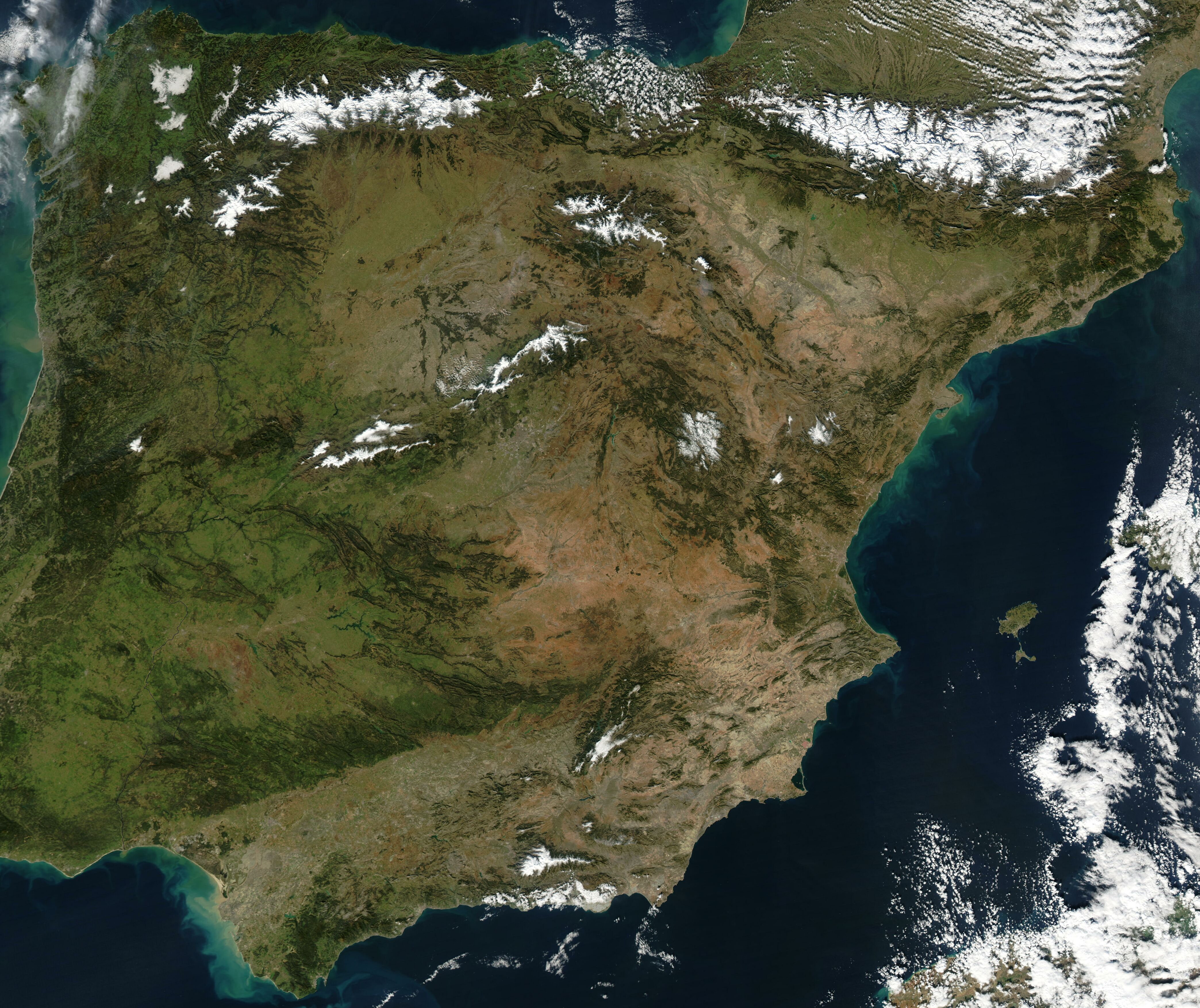
A Espanha peninsular e as Pitiusas vistas desde satélite. As zonas que se vêem nevadas são as mais elevadas da península.

A Espanha peninsular tem uma superfície de 493 458 km² (ou 97,53 % do território nacional) e a sua costa medem um total de 4600 km aproximadamente. A altitude média é de 660 metros, e a largura máxima da península é de 1094 km. No relevo destaca a abundância de sistemas montanhosos, já que quase a metade da superfície é acidentada. A Meseta Central é o elemento principal do relevo porque está situada no centro do país, ocupa uma grande extensão e em torno dela se articulam as cordilheiras e depressões.
As cordilheiras mais elevadas são as cordilheiras Béticas, os Pirenéus, a cordilheira Cantábrica e o sistema Central. O sistema Ibério, as cordilheiras Costeiras Catalãs, os Montes de Toledo e Serra Morena conformam zonas em media montanha, as mais abundantes nas zonas acidentadas. As áreas planas compõem-nas a Meseta Central, a depressão (ou vale) do Ebro e do Guadalquivir, e as planícies litorais da costa mediterrânea. Os mares que banham o litoral espanhol são o Mediterrâneo pelo Nordeste, Este, Sudeste e Sul, o Cantábrico pelo Norte, e o Oceano Atlântico pelo Noroeste e Sudoeste.
O território espanhol também apresenta uma grande diversidade natural e humana, que vem dada pela variedade do relevo e pelos contrastes climáticos propiciados pelo mesmo, que determinam diferentes tipos de vegetação, de águas e de solos. Esta variedade do meio físico supõe uma partilha desigual dos recursos naturais no espaço e, portanto, das atividades económicas humanas, dando lugar a uma grande pluralidade de paisagens humanas.

### Meseta Central
O relevo da península ibérica articula-se ao redor de uma grande unidade central, a Meseta Central, de uma altitude média de 650 metros sobre o nível do mar. Esta localiza-se no centro da Península Ibérica, nas comunidades autónomas de Castela e Leão, Comunidade de Madrid, Castela-Mancha, a metade Este de Estremadura e o Sudoeste de Aragão, e está ligeiramente inclinada ao oceano Atlântico Os principais rios que discorrem pela meseta são o rio Douro, o Tejo e o Guadiana, todos eles dirigidos ao Oeste. O sistema Central divide a Meseta Central em duas submesetas: A Submeseta Norte e a Submeseta Sul.
A Submeseta Norte localiza-se exclusivamente em Castela e Leão e tem uma altitude média de 700 metros. Limita no Sul com as serras de Gata e Gredos, e no Sudeste com as serras de Guadarrama e Ayllón, todas elas pertencentes ao sistema Central. Em seu limite Este-Nordeste está o Sistema Ibério, e no Norte limita com a cordilheira Cantábrica. Toda a Submeseta pertence à bacia do rio Douro, o qual discorre de Este a Oeste.
A Submeseta Sul localiza-se nas comunidades autónomas de Madrid, Castela-Mancha, na metade Este da Estremadura e na província aragonesa de Teruel. Tem uma altitude média de 670 metros e está limitada por sucessivas correntes montanhosas. No limite Noroeste estão as serras de Gredos e Guadarrama, e no Norte a de Ayllón, todas elas pertencentes ao sistema Central. No limite Nordeste e Este está o sistema Ibério, e no Sul se estende a Serra Morena. A Submeseta Sul encontra-se dividida em duas metades, Norte e Sul, pelos Montes de Toledo, uma pequena cordilheira que se orienta de Oeste a Este e que se localiza no Norte da Mancha. O rio Tejo discorre de Este a Oeste na metade Norte da submeseta, e o rio Guadiana discorre com a mesma orientação na metade Sul. Ambas bacias estão separadas pelos Montes de Toledo.

### Cordilheiras
As principais cordilheiras da península podem considerar-se, em relação com a Meseta central, organizadas em três grupos:
- - Cordilheiras interiores à Meseta Central
  - Cordilheiras que rodeiam a Meseta Central
  - Cordilheiras exteriores à Meseta Central

#### Cordilheiras interiores à Meseta Central

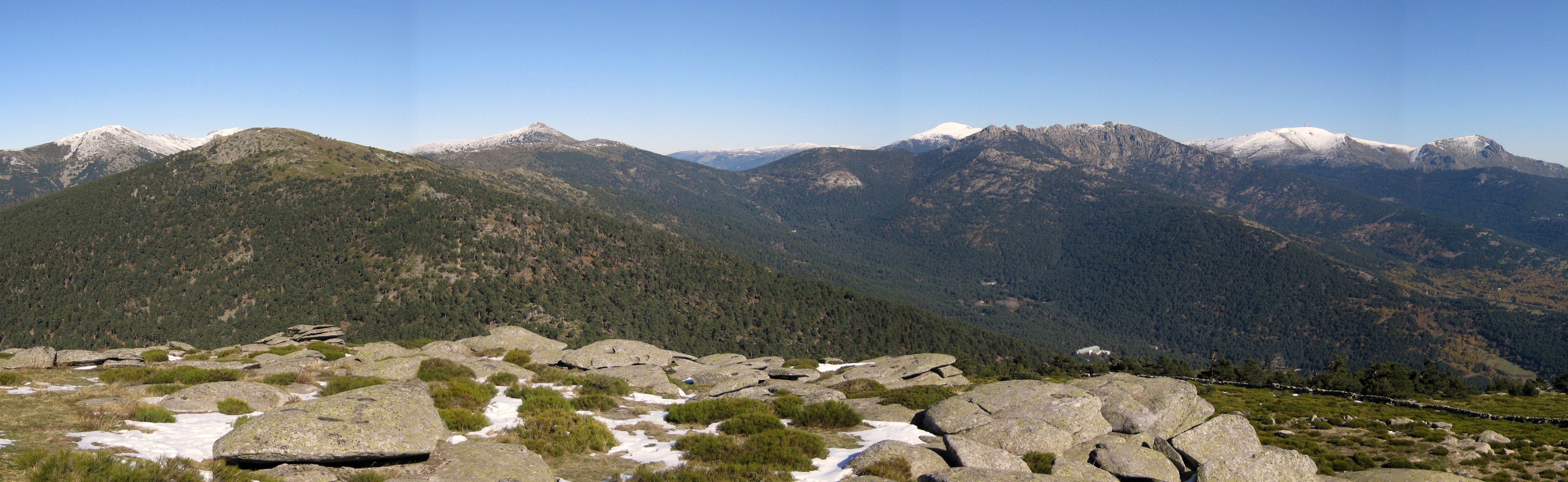
Serra de Guadarrama, (sistema Central).

Dentro da Meseta Central há dois sistemas montanhosos: O sistema Central e os Montes de Toledo. O sistema Central, localizado no centro da meseta, divide-a em duas submesetas (norte e Sul) e é a fronteira natural entre as comunidades autónomas de Castela e Leão por um lado, e de Madrid e Castela-Mancha por outro. A cordilheira estende-se de Oeste a Este ao longo de 700 km, e seu pico mais alto é o Almançor com 2592 m. Algumas das suas serras são a de Gata e de Gredos na sua metade Oeste, e a serra de Guadarrama e de Ayllón na sua metade Este.
O outro sistema montanhoso é o dos Montes de Toledo, uma pequena cordilheira de 350 km de comprimento e 100 km de largura que se estende de Oeste a Este nas províncias de Toledo e Cáceres. Estas montanhas não são especialmente elevadas já que o pico mais alto, o da Villuerca Alta, mede 1603 metros. A esta cordilheira pertence à serra de Guadalupe, localizada no centro de Estremadura.
As cordilheiras interiores à Meseta Central são:
- Sistema Central

- - Serra de Gata
  - Serra de Béjar
  - Serra de Gredos
  - Serra de Guadarrama
  - Serra de Ayllón

- Montes de Toledo

- - Serra de Guadalupe

#### Cordilheiras que rodeiam a Meseta Central
Rodeando a Meseta Central está a cordilheira Cantábrica, o sistema Ibérico e Serra Morena. A cordilheira Cantábrica estende-se de Oeste a Este ao longo de quase 1000 km por todo o limite Norte da planalto fazendo de limite natural entre Castela e Leão e as comunidades autónomas cantábricas (Galiza, Astúrias, Cantábria, País Basco e Norte de Castela e Leão). A máxima altitude da cordilheira é o pico Torre de Cerredo com os seus 2648 m. Assim, a cordilheira Cantábrica separa a meseta da costa do mar Cantábrico.
No limite Nordeste e Este da Meseta Central está o sistema Ibérico, um sistema montanhoso com orientação Sudeste-Noroeste e um comprimento próxima aos 600 km que faz de limite natural entre as duas Castelas e Aragão. Começa na Rioja e acaba na província de Albacete. À cordilheira pertencem serras como a serra de Urbión na Rioja e a província de Soria, a Serra de Albarracín na província de Guadalajara, a Serra de Cuenca (na província de Cuenca), e a do Raio na província aragonesa de Teruel. O pico mais alto é o Moncayo com seus 2313 m. Por tanto, o sistema Ibérico separa o planalto da depressão do Ebro e da costa levantina do mar Mediterrâneo.
No limite Sul da meseta está Serra Morena, um sistema montanhoso que se estende de Oeste a Este com um comprimento de 400 km, fazendo de limite natural de Castela-Mancha e Estremadura com Andaluzia. A sua máxima elevação excede levemente os 1000 metros, pelo que não é uma cordilheira especialmente elevada. A Serra Morena inclui serras como Serra Madrona, a Serra de Aracena e Serra de Hornachuelos. Assim, a Serra Morena separa o planalto da depressão do Guadalquivir.
No Noroeste, junto a Galiza, estão os Montes de León

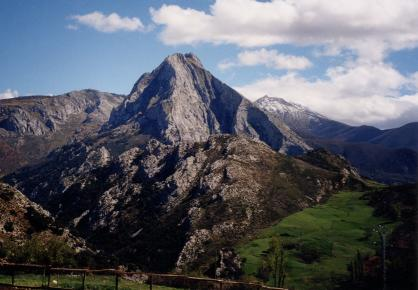
Cordilheira Cantábrica (Peña Ventosa).

As cordilheiras que rodeiam a Meseta Central são:
- Montes de León

- Cordilheira Cantábrica

- - Picos de Europa
  - Montes Bascos

- Sistema Ibérico

- - Serra da Demanda
  - Serra de Urbión
  - Serra de Albarracim
  - Serra de Cuenca

- Serra Morena

- - Serra Madrona
  - Serra de Aracena
  - Serra de Hornachuelos

#### Cordilheiras exteriores à Meseta Central
Existem cordilheiras que não limitam com a Meseta Central. Uma delas é os Pirenéus, uma das cordilheiras mais elevadas da Espanha e uma das mais extensas com suas 415 km de comprimento e as suas 150 km de largura média. A cordilheira está localizada na fronteira com a França, no extremo Nordeste do país, no istmo da península Ibérica. Pertencem às comunidades autónomas do País Basco, Navarra, Aragão e Catalunha. Pela sua subscrição política, podem-se diferenciar os Pirenéus espanhóis, os franceses e os andorranos. Os Pirenéus espanhóis albergam os Prepirenéus, uma cordilheira com picos mais baixos que os dos Pirenéus, localizada no Sul desta; os Pirenéus Navarros, com picos que não excedem de 3000 metros; os Pirenéus Aragoneses, que têm os picos mais altos (muitos deles superam os 3000 m); e os Pirenéus Catalães, que também têm picos superiores aos 3000 metros. A maior elevação da cordilheira é o pico do Aneto com seus 3404 m, sendo o segundo pico mais alto da península ibérica. Ao Sul dos Pirenéus estende-se a depressão do Ebro.
No extremo nordeste da península ibéria estão as Cordilheiras Costeiro Catalãs, um conjunto de serras localizadas na comunidade autónoma de Catalunha. Têm uma orientação sudoeste-nordeste e estendem-se ao longo de 250 km paralelos à costa mediterrânea, e vão desde a província de Tarragona até o golfo de Rosas. O sistema formam-no duas cordilheiras: a Cordilheira Litoral, situada junto à costa, e a cordilheira Prelitoral, localizada mais ao noroeste.
No sudeste da península ibéria estão as cordilheiras Béticas, um grupo de cordilheiras e serras que conformam uma unidade geográfica. Os sistemas montanhosos béticos dividem-se em dois grandes conjuntos: cordilheira Penibética, localizada na zona Sul, junto à costa com o mar Mediterrâneo; a cordilheira Subbética, situada mais ao Norte e limitando com o Este de Serra Morena e o Sul do sistema Ibérico; e os sistemas Prebéticos, situados ao Este da cordilheira Penibética. Algumas serras béticas são Serra Nevada, a Serra de Cazorla e a Serra de Grazalema. O pico mais elevado da cordilheira e da Península Ibérica é o Mulhacén (3478 m).

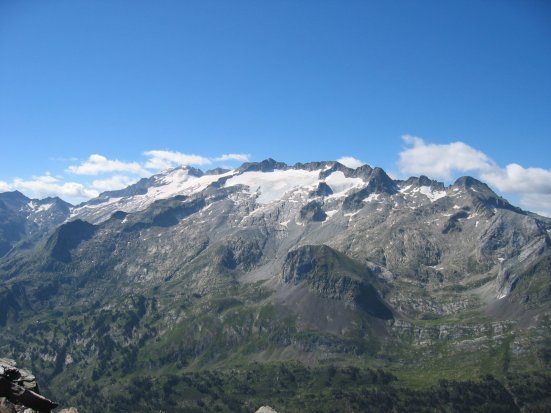
pirenéus (Maciço do Aneto).

No noroeste da Península, por trás dos Montes de Leão, dentro de Galiza, está o Maciço Galaico.
As cordilheiras exteriores à Meseta Central são:
- Os Pirenéus

- - Prepireneus
  - pirenéus Navarros
  - pirenéus Aragoneses
  - pirenéus Catalães

- Cordilheiras Costeiro Catalãs. Situadas ao Nordeste, constituem um duplo alinhamento montanhoso que discorrem paralelamente pela costa mediterrânea.[2]
  - Cordilheira Litoral
  - Cordilheira Prelitoral

- As Cordilheiras Béticas. Situadas ao Sul, constituem um duplo alinhamento montanhoso que discorrem paralelamente pela costa mediterrânea.[2]

- - Cordilheira Penibética

-   - Serrania de Ronda
  - Serra Nevada
  - Serra de Baza/Serra dos Filabres
  - Serra de Espuña
  - Serra de Gádor

- - Cordilheira Subbética

-   - Serra de Cazorla
  - Serra Sur de Jaén
  - Serra de Grazalema
  - Serra de Huétor
  - Serra de Segura
  - Serra de Castril
  - Serra de Orce/Serra de Maria
  - Serra da Estâncias

- - Sistemas Prebéticos

- Maciço Galaico. Relevo antigo e com muita erosão de forma arrendondada. Ocupa a maior parte do território da Galiza.[2]

### Depressões

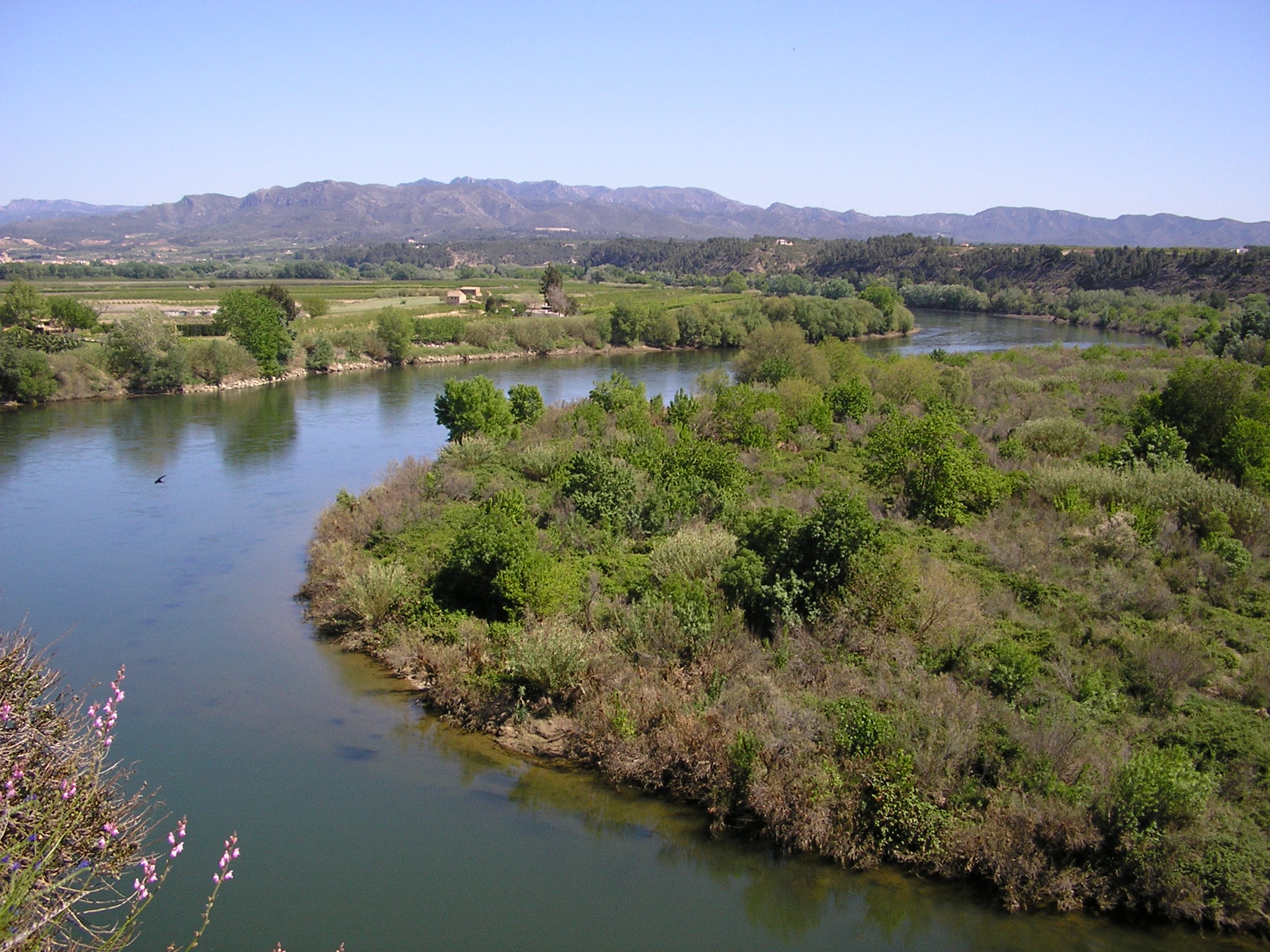
Depressão do Ebro.

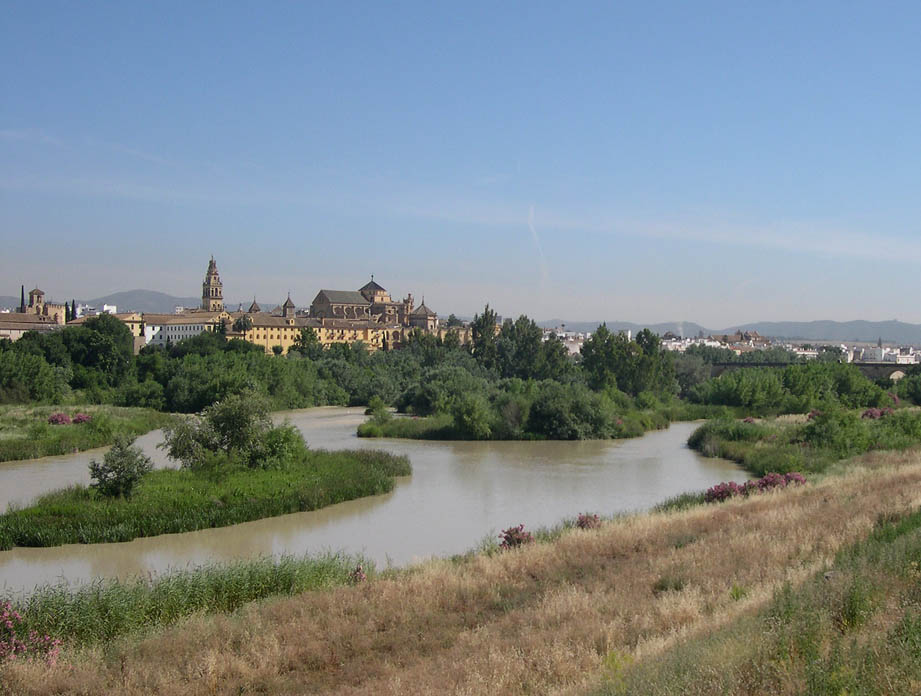
Depressão do Guadalquivir.

As duas principais depressões da Espanha peninsular são a do rio Ebro e a do Guadalquivir. Estas são exteriores da Meseta e foram bacias ou fossas prealpinas que, depois da orogenesia terciária, ficaram entre as cordilheiras alpinas e os maciços antigos. Têm forma triangular e foram recheadas por grandes espessuras de sedimentos terciários e quaternários.
- A depressão do rio Ebro está localizada no meio de dito rio, isto é, no nordeste da Península Ibérica, tem uma superfície aproximada de 40 000 km² e um comprimento de 900 km. Estende-se de Oeste a Este pelas comunidades autónomas da Rioja, Navarra, Aragão e Catalunha, e acaba no mar Mediterrâneo. Em seu limite Norte estão os Pirenéus, no Este limita com as Cordilheiras Costeiro Catalãs, e no Sul e Oeste com o sistema Ibérico. A depressão tem uma altitude média de 200 metros sobre o nível do mar, o que destaca com as grandes elevações que a rodeiam. Na foz do rio está o delta do Ebro, um espaço protegido com o Parque natural do Delta do Ebro. Tem depósitos marinhos e continentais, de grande espessura nas bordas montanhosas (conglomerados) e de menor espessura no centro da depressão (arenosas, margas, gessos, sais e calcários). A variedade na dureza dos materiais e o clima árido têm dado lugar a diferentes formas de relevo:
  - Os somontanos ou piedemontes pirenaico e ibério são terrenos planos, ainda que ligeiramente inclinados entre as serras exteriores e o centro da depressão. Estão formados por materiais grossos e duros dos relevos montanhosos transportados pelos rios. Neles, fundamentalmente no somontano pirenaico, se formam cornijas ou torreões rochosos individualizados pela erosão aproveitando as formações liásicas verticais (como dos Riglos) além de marismas ou depressões erosivas nos materiais mais macios, que podem ser pequenas (dando lugar a planícies salgadas, de pouca profundidade e carácter temporário) ou de grande dimensão (bacias de Huesca e Barbastro).
  - No centro da depressão, os estratos são horizontais e alternativamente de calcários duros e argilas, margas e gessos macios. Como resultado, se observa um relevo de muelas ou planas onde se conservam os calcários, e terras baldias sobre os materiais mais macios, como consequência da aridez da zona.
- A Depressão Bética está localizada no sudoeste da península ibéria, tem uma superfície aproximada de 35 000 km², um comprimento de 600 km e o rio meio ao qual se articula é o Guadalquivir. Estende-se deste a Oeste em grande parte da comunidade autónoma de Andaluzia, e acaba no oceano Atlântico. Em seu limite Norte e Noroeste está a Serra Morena, e no Este e Sudeste limita com a Cordilheira Penibética. A depressão tem uma altitude média de 100 metros sobre o nível do mar, sendo assim a mais baixa da península. Na foz do rio existem uns afloramentos rochosos protegidas com o Parque Nacional de Doñana. O predomínio dos materiais argilosos tem dado lugar a campinas suavemente onduladas. Quando surgem os mantos de calcários se formam mesas e montes testemunha ou alcores. A depressão foi colmatada pelos aluviões contribuídos pelo rio Guadalquivir, as suas afluentes e os sedimentos marinhos.[2] As terras são férteis, mais ainda no Paúl do Guadalquivir.

### Costas

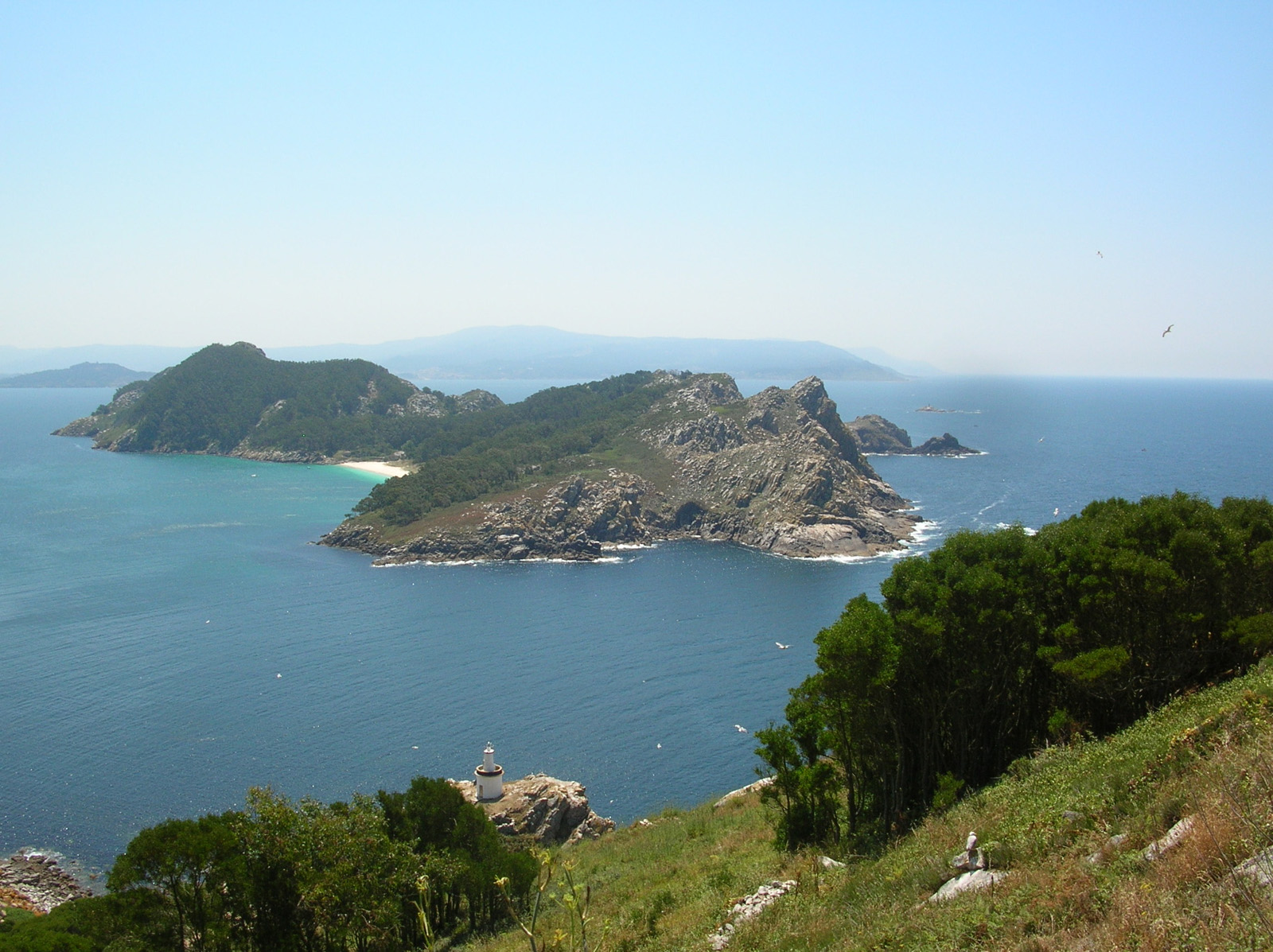
Ilhas Cíes, na ria de Vigo (Galiza).

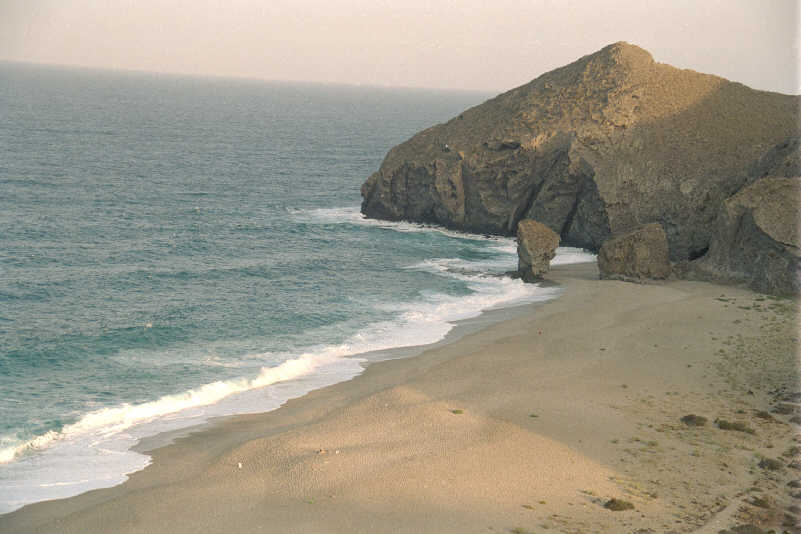
Costa andaluza (Praia dos Mortos na província de Almería).

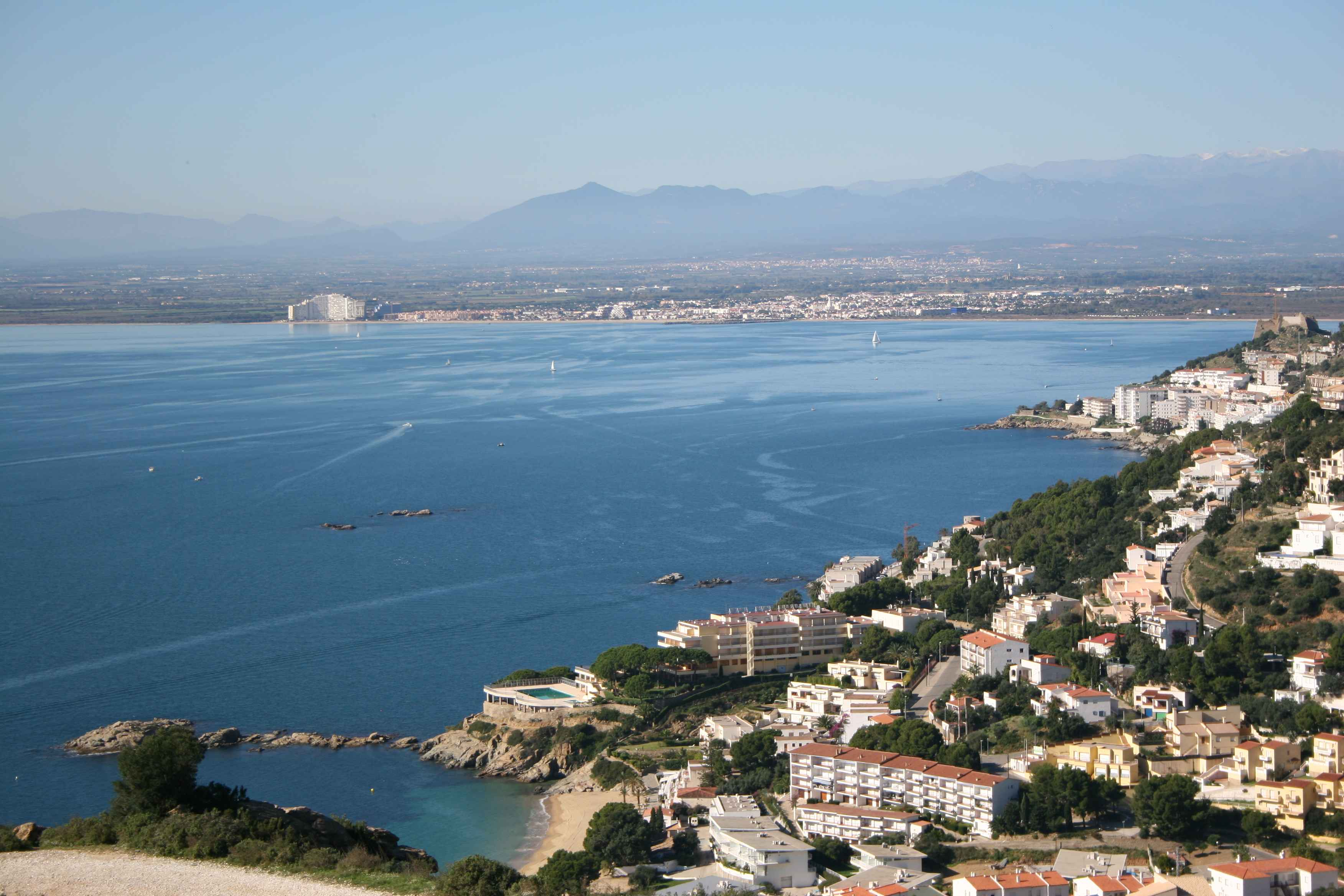
Costa catalã (golfo de Rosas).

A costa da Península são pouco recortadas, curvas e com um contorno rectilinéo. Abundam a costa alta e rochosas no Norte, e a costa baixa e arenosas no Sudeste. A costa das ilhas Baleares apresentam trechos rochosos, e a costa das ilhas Canárias apresentam alcantilados.
Os quase 4600 km de costa da Espanha peninsular pertencem ao mar Mediterrâneo no Nordeste, Este, Sudeste e Sul, ao Cantábrico no Norte, e ao oceano Atlântico no Noroeste e Sudoeste.

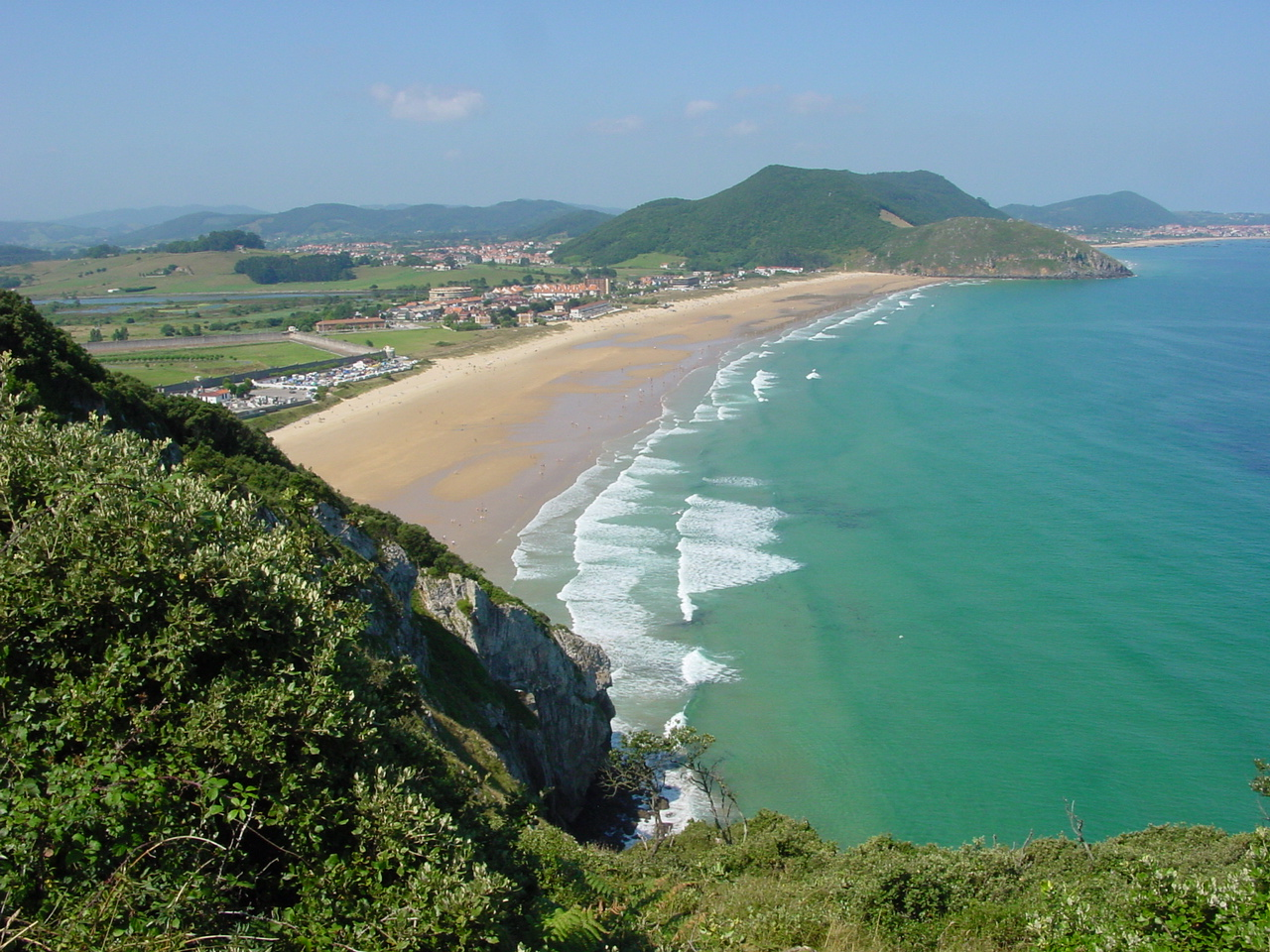
Costa cantábrica (Praia de Berria em Santoña).

Costa cantábrica
O mar Cantábrico banha a costa Norte da península, orientada de Oeste a Este e com um comprimento aproximada de 550 km. Vai desde a Estaca de Bares em Galiza, e a fronteira entre o País Basco e França. Em termos gerais é retilínea e caracteriza-se pela abundância de falésias, rasas e curtas rias, a mais longa é a de Bilbau, bem como pela escassez de praias e planícies. O ponto mais setentrional da península ibéria está na Estaca de Bares (43º 47' 36'' N), situado nesta costa. Além deste cabo, há outros importantes como o Peñas em Astúrias, e o de Ajo em Cantábria.
Os principais elementos da costa cantábrica, ordenados de Este a Oeste, são:
- - Cabo Matxitxako
  - Golfo da Biscaia
  - Cabo de Ajo
  - Cabo de Peñas
  - Estaca de Bares

Costa atlântica galega
O oceano Atlântico banha a costa da Galiza que olham ao Oeste, orientadas de Norte a Sul. Vai desde a ponta da ria de Ribadeo até à foz do rio Minho, fronteira entre Galiza e Portugal. É a costa mais articulada da Espanha com abundantes e extensas rias que penetram entre 25 e 35 km no interior. O relevo montanhoso da Galiza faz que abundem os alcantilados e que escasseia as praias. As rias diferenciam-se entre rias altas e rias baixas. Algumas das rias altas mais importantes são a de Foz, a de Ortigueira e a de Viveiro; e algumas das rias baixas mais importantes são a de Vigo, a de Pontevedra e a de Arosa. O ponto mais ocidental da Espanha peninsular está no Cabo Touriñan (9º 18' 19''), localizado na província da Corunha.
- - Ponta de Estaca de Bares
  - Ria de Ferrol
  - Ria de Laxe
  - Cabo de Ortegal
  - Cabo Touriñán
  - Cabo Finisterra
  - Ria de Corcubión
  - Ria de Muros e Noya
  - Ria de Arousa
  - Ria de Pontevedra
  - Ria de Vigo

Costa atlântica andaluza
O oceano Atlântico banha a costa da comunidade autónoma de Andaluzia compreendidas entre a fronteira com Portugal e a ponta de Tarifa, sendo este cabo o mais meridional da península (36º 00' 00'' N). A ponta de Tarifa faz parte do estreito de Gibraltar e separa o oceano Atlântico e o mar Mediterrâneo. A costa atlântica andaluza tem uma orientação Noroeste-Sudeste, e está caracterizada por ser muito retilínea e por ter quase exclusivamente praias. Mais no interior abundam as marismas e os campos de dunas já que o terreno é muito baixo (raramente excede os 50 metros) e plano (a foz do rio Guadalquivir ocupa quase todo o território). Este trecho de costa conforma o golfo de Cádis.
Os principais elementos da costa atlântica andaluza, ordenados de Oeste a este, são:
- - Golfo de Cádiz
  - Cabo de Trafalgar
  - Ponta de Tarifa
  - Estreito de Gibraltar

Costa mediterrânea
A costa do mar Mediterrâneo é a mais extensa da Espanha. Vai desde o estreito de Gibraltar, situado no extremo Sul de Andaluzia, até a fronteira entre Catalunha e a França. A costa de Andaluzia está orientada de Oeste a Este e está ligeiramente articulada. Pelo geral abundam as praias ainda que também se podem encontrar bastantes baixios em zonas nas que a cordilheira Penibética chega à costa. O golfo e cabo de Gata, localizado no extremo Sudeste da Andaluzia, faz de limite entre a costa andaluza e a costa levantina, que alberga à Região de Múrcia e a Comunidade Valenciana. Este trecho de costa mediterrânea tem uma orientação de Sudoeste-Nordeste, e é menos articulada que a andaluza, com uma predomínio notável de praias. Há que destacar os cabos de Palos em Múrcia e a Nau em Alicante. Junto ao cabo de Palos está o mar Menor, um grande lago de água salgada separado do mar Mediterrâneo por uma fina faixa de terra. Entre o cabo da Nau e o delta do rio Ebro está o golfo de Valência, caracterizado por ter exclusivamente praias na sua costa já que o terreno é muito plano. Desde o delta do Ebro até a fronteira com a França estende-se a costa catalã, orientada do Sudoeste ao Nordeste. Esta costa é mais articulada que a do golfo de Valência e tem mais baixios, devido à cercania das cordilheiras Costeiro Catalãs à costa. O ponto mais oriental da península ibéria é o Cabo de Creus (3º 19' 19'' E), situado no Nordeste desta costa.
Os principais elementos da costa mediterrânea, ordenados de Sudoeste a Nordeste, são:
- - Golfo de Almeria
  - Cabo de Palos
  - Cabo da Nau
  - Golfo de Valência
  - Delta do Ebro
  - Golfo de Rosas
  - Cabo de Creus

Costa bética mediterrânea
A costa estende-se desde Gibraltar até ao cabo da Nau, em Alicante. Devido aos relevos das Cordilheiras Béticas apresenta uma costa abrupta, mas ao igual que há costa rochosas também há costa baixa. Tais são o caso do golfo de Alicante e a bacia do Segura. As albufeiras e as lagoas litorais são comuns nesta zona, como a de Alicante, o Mar Menor e a de Torrevieja.
Os principais elementos da costa mediterrânea, ordenados de Sudoeste a Sudeste, são:
- - Estreito de Gibraltar
  - Golfo de Almeria
  - Golfo de Mazarrón
  - Golfo de Alicante

Costa mediterrânea valenciana
Apresenta um arco que abarca no cabo da Nau e termina no saliente da delta do Ebro. São comuns as albufeiras e as marismas até Peníscola. Entre as albufeiras mais importante encontra-se a de Valência.
- - Golfo de Valência

Os principais elementos da costa mediterrânea, ordenados de Sul a Norte, são:
Costa mediterrânea catalã
Abarca desde o saliente da delta do Ebro até o cabo de Creus. Apresenta relevos muito alcantilados, desde deltas e planícies até uma costa escarpada. O delta mais importante é a de Ebro, e também destacam a de Llobregat e a da Tordera.
Os principais elementos da costa mediterrânea, ordenados de Sul a Norte, são:
- - Golfo de Rosas

## Relevo insular
A Espanha pertencem dois arquipélagos de ilhas. Um deles é o das ilhas Baleares, localizado no mar Mediterrâneo e a 90 km ao Este do cabo da Nau (Alicante). O outro é o das Ilhas Canárias, situado no oceano Atlântico, a 1.050 km ao Sudoeste de Cádis e a 100 km ao Oeste da costa africana.

### Relevo das ilhas Baleares

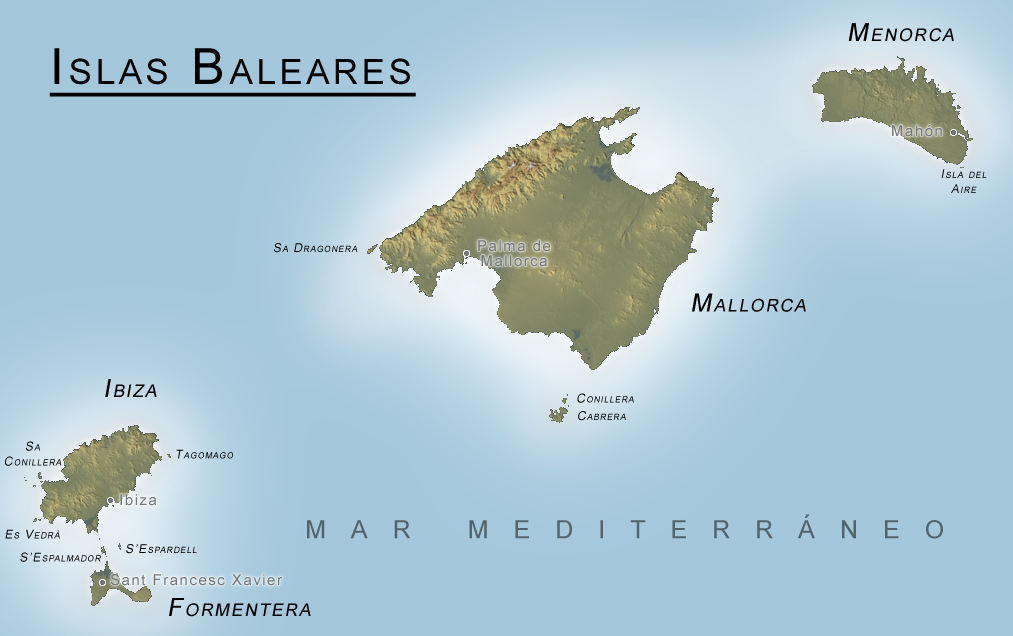
Mapa das ilhas Baleares.

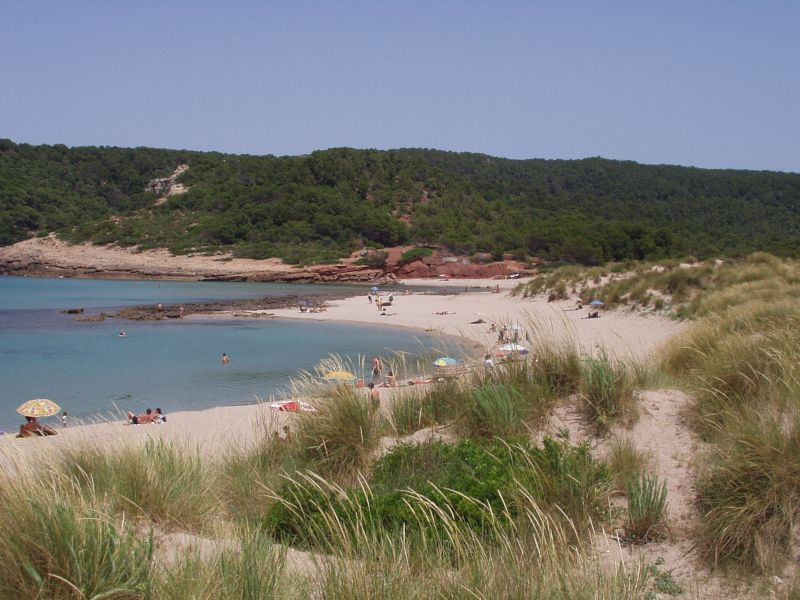
Praia de Minorca.

As ilhas Baleares é um arquipélago situado no mar Mediterrâneo, a 80 km ao Este da Península Ibérica. Tem uma latitude média de 39º 30' N. 270 km separam os limites ocidental e oriental do arquipélago, e 160 km do extremos Norte e Sul. As três ilhas maiores e importantes que compõem Baleares são Ibiza, Maiorca e Menorca. As três ilhas principais estão alinhadas nessa ordem orientadas de Sudoeste a Nordeste. Aparte de três, há outras ilhas de menor tamanho como são Formentera e a Cabrera. No relevo das ilhas Baleares predominam as zonas planas e de escassa altitude, excetuando a serra da Tramontana, situada em Maiorca.
O relevo do arquipélago balear tem relação com as Cordilheiras Béticas e as Cordilheiras Costeras Catalãs, já que Maiorca e Ibiza estão unidas abaixo da água através de um estreito; e Menorca está unida com as Cordilheiras Costeiras Catalãs.
Maiorca
A ilha de Maiorca é a mais extensa do arquipélago e a mais acidentada. Está situada no centro de Baleares, tem uma superfície de 3620,42 km² e uma forma aproximadamente quadrada. O seu relevo é bastante plano salvo a serra de Tramuntana, situada na costa Norte da ilha. Aqui encontram-se as cumes mais altas de todas as ilhas que são o Puig Major (1445 m) e o Puig de Massanella (1348 m). Salvo na costa próxima à serra de Tramontana, onde abundam os alcantilados, as praias são muito predominantes no litoral Maiorquino.
Menorca
Minorca é a segunda ilha maior do arquipélago com os seus 694,39 km² de superfície, e é a que está situada mais ao Nordeste. Tem uma forma alongada, com uma costa notavelmente articulada. Na ilha há presença de pequenos montes que excedem os 200 metros e, pelo geral, o relevo é muito plano. A altitude máxima é o monte do Touro com os seus 355 metros. A costa de Menorca intercala-se com pequenas alcantilados, as extensas praias e promontórios.
Ibiza
Ibiza é a terceira ilha mais extensa das Baleares com as suas 571,04 km² de superfície, e está situada ao Sudoeste de Maiorca, estando a pouco mais de 80 km ao Este da península. A forma da ilha é alongada, e a costa está bastante articulada. Tem um relevo de formas suaves e pequenos montes situados na zona interior. A máxima altitude é o monte da Talaiassa (475 m). No litoral ibicenco há tanto costa alta como praias e promontórios.
Formentera
Formentera é a quarta ilha maior do arquipélago com os seus 83,2 km² de superfície. Está situada a 3,6 km ao Sul da ilha de Ibiza, o seu relevo é muito plano e o ponto mais alto é o monte da Mola (192 m). Na costa de Formentera abundam as praias e baías.
Cabrera

#### Costas das ilhas Baleares
A costa das ilhas Baleares são altas, já que em muitos lugares as montanhas chegam até o mar. Se o mar banha uma planície, a costa é baixa e arenosa.

### Relevo das ilhas Canárias

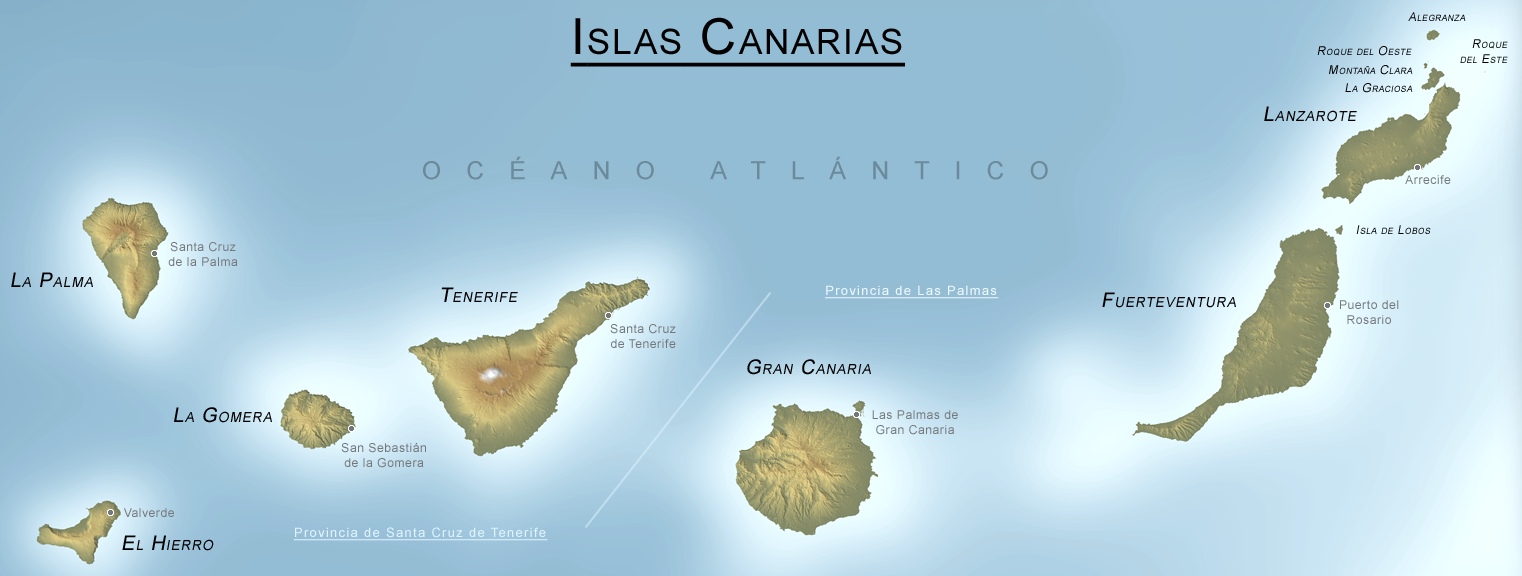
Mapa das Ilhas Canárias.

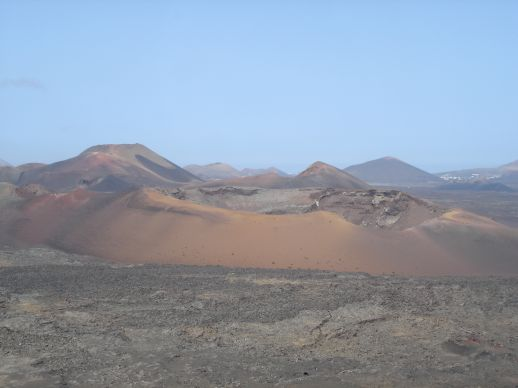
Vulcões de Timanfaya (ilha de Lanzarote).

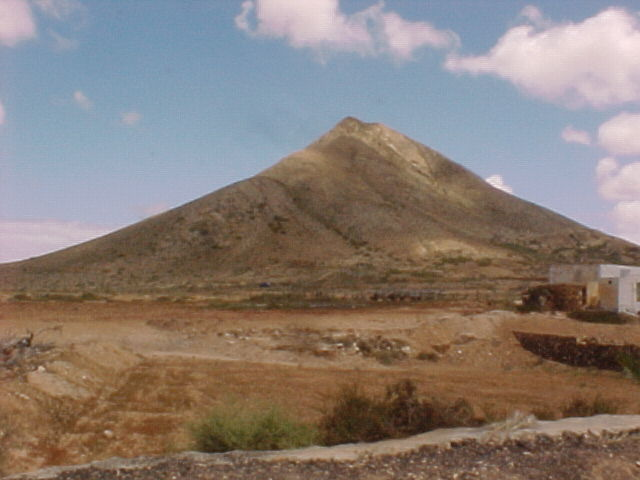
Montanha de Tindaya, (ilha de Fuerteventura).

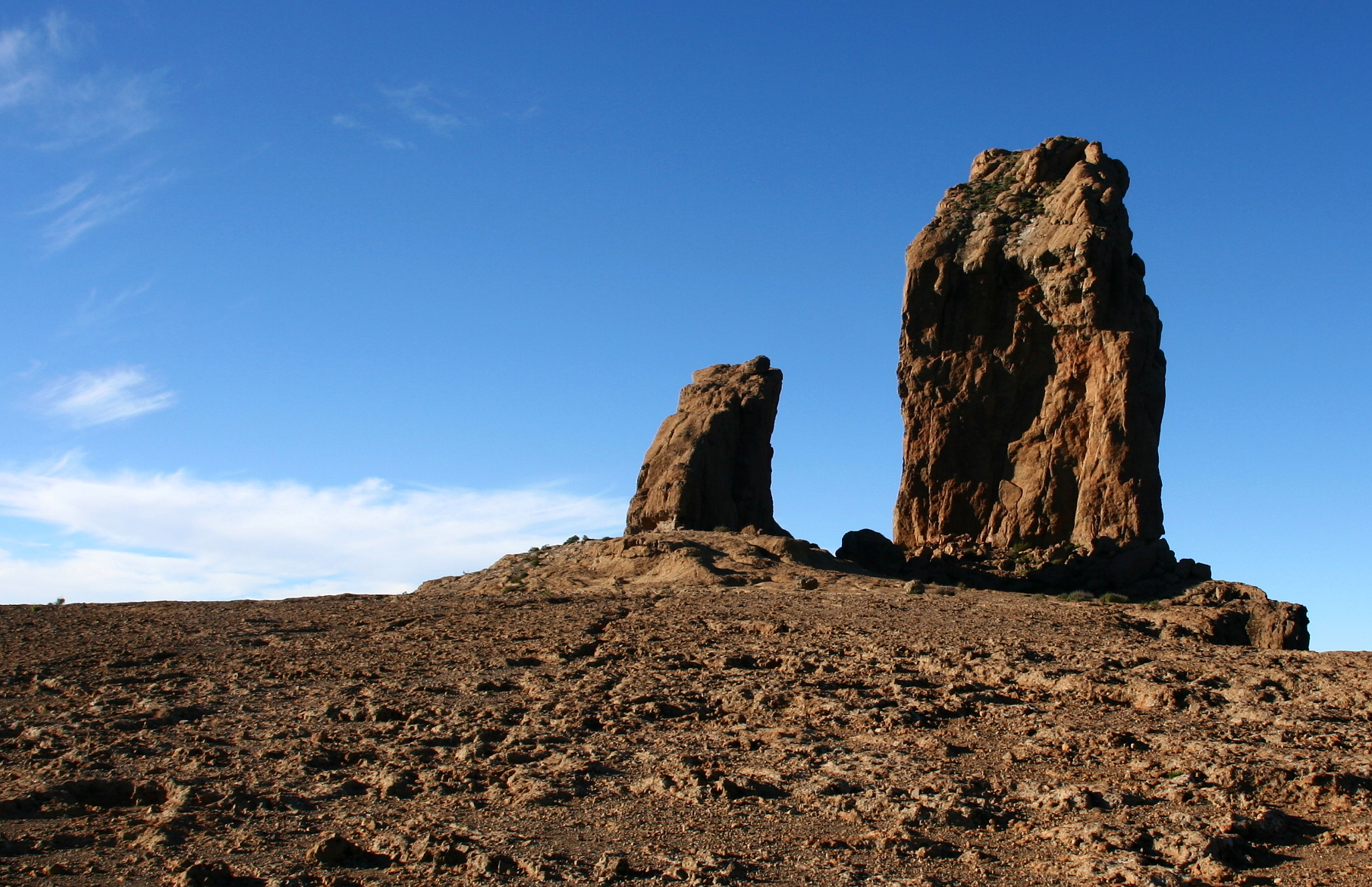
Roque Nublo (ilha de Grande Canaria).

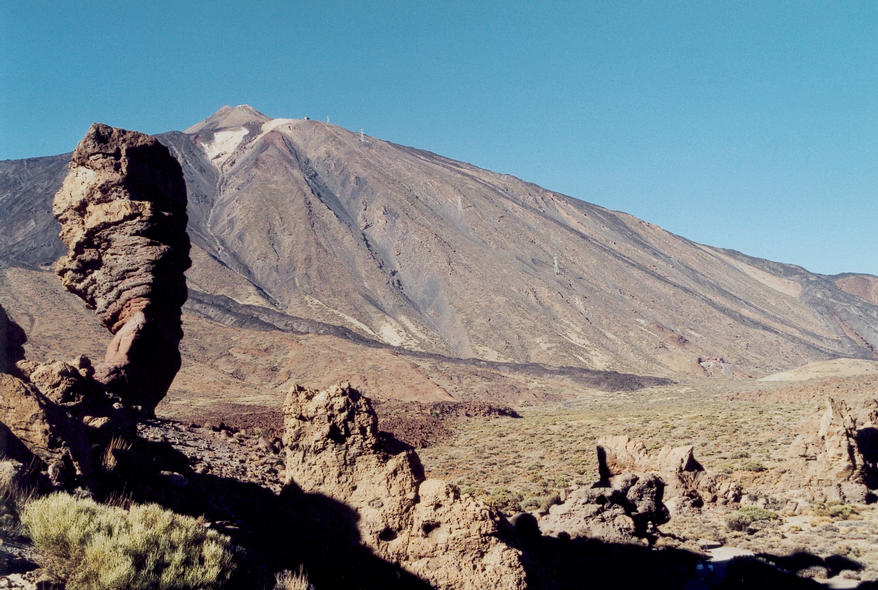
Vulcão do Teide (ilha de Tenerife).

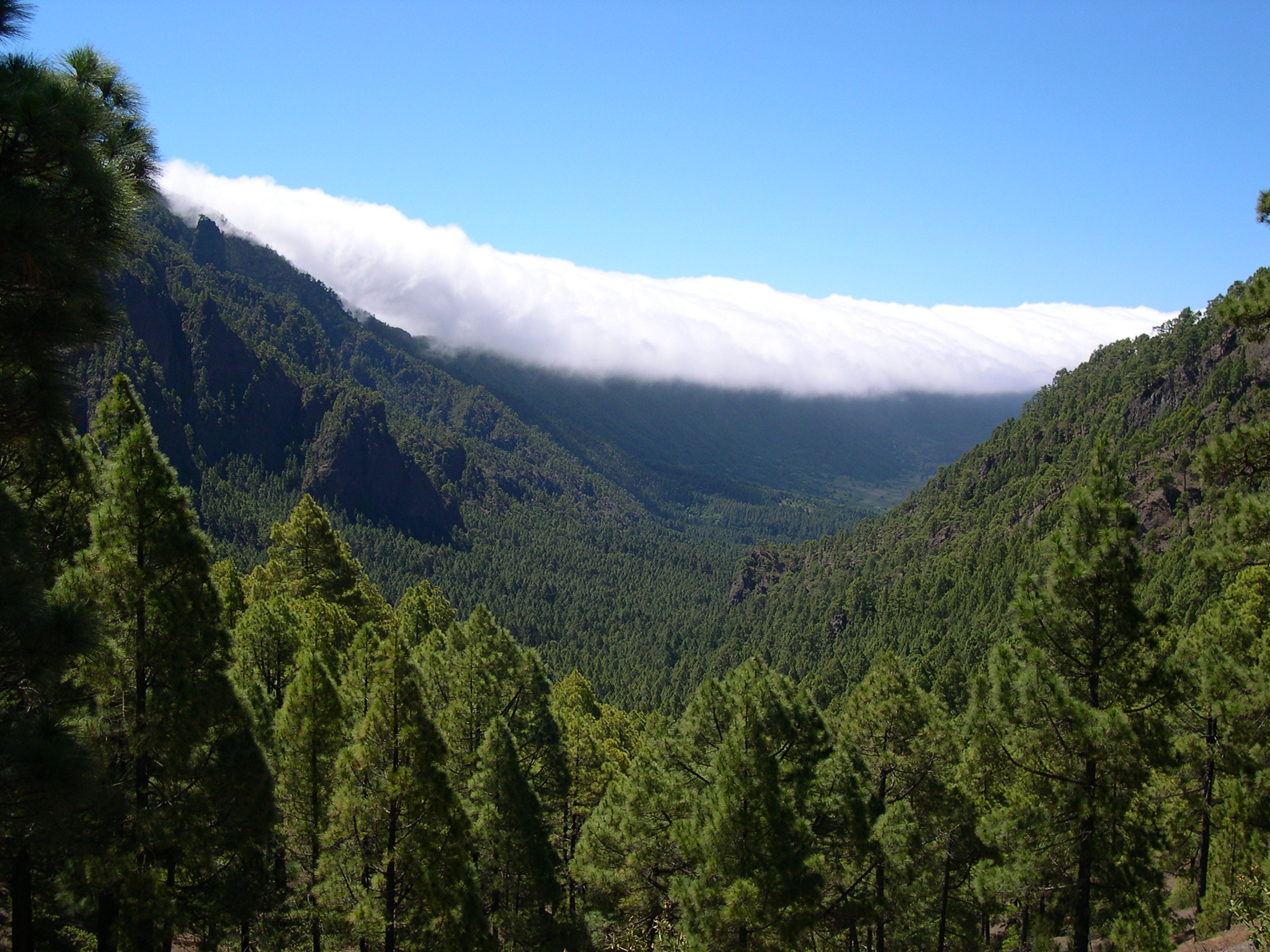
Caldeira de Taburiente (ilha de La Palma).

O arquipélago das ilhas Canárias está situado no oceano Atlântico Norte, a 1050 km ao sudoeste da costa de Cádis e a 100 km ao Oeste da costa africana. 460 km separam os extremos ocidental e oriental do arquipélago e 190 km os limites Norte e Sul do mesmo. Canárias compõe-se de sete ilhas principais dispostas de Oeste a Este e de dois ilhotes, Alegranza e Graciosa. É de origem vulcânica devido à sua formação mediante a acumulação de sedimentos procedentes das erupções, que a sua vez procediam do fundo atlántico. O relevo das ilhas é montanhoso, com uma importante presença de vulcões e com costa alta. O mais alto deles é o Teide (3718 m), situado na ilha de Tenerife, sendo também o mais alto do território espanhol e o terceiro vulcão maior do mundo desde a sua base.
Lanzarote
Lanzarote é a ilha situada mais ao Nordeste do arquipélago e tem uma superfície combinada com as suas ilhotes dependentes de 845,93 km². O seu relevo não está muito acidentado ainda que há presença de numerosos vulcões de escassa altitude. As peñas do Chache, com 670 metros, são os mais altos da ilha, e na costa alternam-se as praias e as baías. A ilha tem uma forma alongada, orientada de Norte a Sul, com os maciços antigos de Famara e Los Ajaches nos extremos, estando coberta a planície intermediária por material vulcânico recente. Ao Norte da ilha acha-se um conjunto de pequenas ilhas, o denominado arquipélago Chinijo.
Fuerteventura
Fuerteventura é uma ilha situada 10 km ao Sudoeste de Lanzarote e a 101 km ao Oeste da costa do Saara Ocidental, a mais antiga do arquipélago. Tem uma superfície de 1659,71 km² (a segunda maior do arquipélago) e um relevo caracterizado por formas suaves num território modelado intensamente pela erosão, com escassa presença de vulcanismo recente. Na costa abundam as praias arenosas, ainda que podem-se encontrar depressões e alcantilados especialmente na vertente ocidental. A cota mais alta da ilha é o Pico da Zarza (807 m), na península de Jandía. A ilha tem forma alongada, orientada de Norte a Sul.
Grã Canária
Grã Canária é uma das ilhas situadas na zona central do arquipélago e 85 km ao Oeste de Fuerteventura, é a terceira ilha em superfície, apesar do confuso que possa chegar a ser seu nome, depois de Tenerife e Fuerteventura. Tem uma superfície de 1560 km² e um relevo muito montanhoso. A ilha, de forma circular, articula-se em torno de uma meseta central culminante no pico de las Nieves (1949 m), rodeada por diversas caldeiras vulcânicas; também é importante a presença de antigos maciços vulcânicos como o de Güigüí. A rede de barrancos adquire forma radial, organizada a partir da cimeira central. Existe uma grande variedade de pitões vulcânicos de diferente natureza, entre os que destaca o Roque Nublo. Na costa abundam as alcantilados (especialmente no Oeste) e as rasas, com numerosas calas na desembocadura dos barrancos e extensas praias na zona Sul.
Tenerife
Tenerife é a ilha mais extensa do arquipélago com seus 2034 km² de superfície, e está localizada a 60 km ao Oeste de Grande Canaria, na zona central de Canárias. O relevo da ilha é muito montanhoso e articula-se em torno do estratovulcão do Teide (3718 m), o pico mais alto das Canárias e de Espanha, além de ser o terceiro maior vulcão da Terra desde a sua base. O Teide fecha pelo Norte o impressionante anfiteatro que é a caldeira vulcânica das Cañadas, com um fundo plano a 2100 metros. Nos três vértices da ilha aparecem os maciços vulcânicos de Anaga, cuja altitude máxima é de 1024 metros, Teno e Adeje sendo os territórios mais antigos da ilha, desde os quais partem as dorsais vulcânicas que se unem no centro para conformar o complexo Teide-Cañadas. Um elemento característico da ilha são os Vales da Orotava e Güimar, extensas depressões nos flancos da ilha formadas por grandes desprendimentos de terra. Na costa intercalam-se as praias e os alcantilados, ainda que estes são mais abundantes. A ilha tem uma forma triangular com uma pequena península em seu vértice Nordeste. Entre os muitos tubos vulcânicos existentes na ilha destaca a chamada gruta do Vento, situada no município Nortenho de Icod de los Vinos, que é o tubo vulcânico maior da Europa e um dos maiores do mundo, ainda que durante muito tempo foi considerado inclusive o maior do mundo. Outro relevo montanhoso chave e digno de destacar é a cordilheira de Anaga ao Nordeste da ilha. É a única cordilheira não central das Canárias.
La Gomera
La Gomera é uma pequena ilha situada a 29 km ao Oeste de Tenerife. Tem uma superfície de 372 km² e forma arrendondada. O seu relevo é muito montanhoso e articula-se em torno de um planalto central. Esta tem o seu ponto culminante no Alto de Garajonay que com os seus 1487 metros de altitude é a máxima elevação da ilha. Os vales que radiam desde o centro sucedem-se na geografia da ilha, e na costa abundam os alcantilados e as rasas. São muito característicos os montes vulcânicos como o de Agando.
La Palma
La Palma é a ilha situada mais ao Noroeste do arquipélago e tem uma superfície de 708,33 km². Está a 60 km ao Noroeste da La Gomera e tem uma forma triangular (aproximadamente). O relevo da ilha é bastante montanhoso, onde abundam os vulcões, serras e vales. O elemento de relevo mais destacável é a Caldeira de Taburiente, uma zona montanhosa cujas cimeiras estão dispostas em forma de C, criando vários vales. Como o seu nome o indica, a Caldeira de Taburiente é uma caldeira vulcânica, esvaziada bruscamente por um derrame cuja abertura deu origem ao Barranco das Angústias, o qual recolhe a maior quantidade de água chuvas de toda a ilha. O pico mais alto é o Roque de los Muchachos com os seus 2426 metros de altitude. A costa é muito alcantilada e abundam as falésias e rasas devido à cercania das montanhas e vales. As praias são escassas e de reduzido tamanho.
El Hierro
El Hierro é a ilha situada mais ao Sudoeste do arquipélago e da Espanha. Tem uma superfície de 278 km² e uma forma triangular. Está a 65 km ao Sudoeste da La Gomera e a 66 km ao Sul da La Palma. O relevo vê-se marcado pela presença do Golfo, ao Norte, uma baía formada pelo desplume de parte do edifício insular, com bordas muito escarpadas. A altitude máxima da ilha está no Pico de Malpaso com 1501 metros. Na zona Nordeste acha-se o planalto de Nisdafe e ao Oeste da ilha uma ampla região pouco acidentada e com numerosos exemplos de vulcanismo recente. A costa da ilha são em geral muito acidentadas, com umas poucas praias de cantos rodados.

#### Costas das ilhas Canárias
A costa das ilhas Canárias apresentasse algumas com costa alta, com alcantilados; e outras de costa baixa com praias de areia ou de pedra, onde se formam as dunas. Como é de origem vulcânica, a praia tem areia de cor negra.

## Relevo das Plazas de soberanía

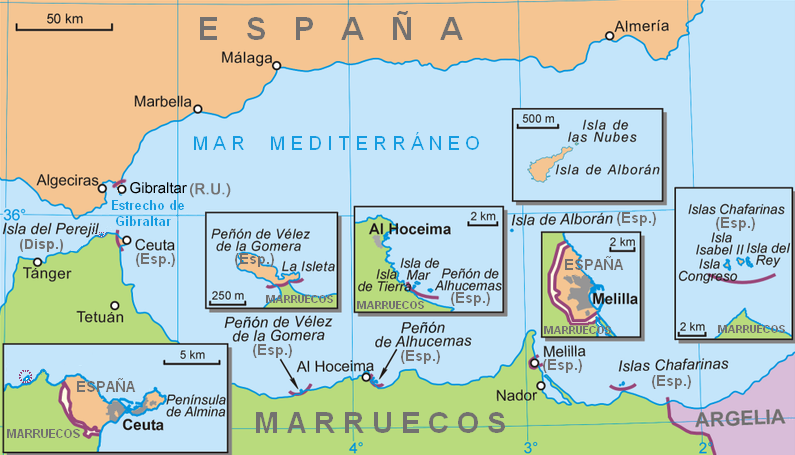
Mapa das cidades e ilhas espanholas em África.

As Plazas de soberanía é o conjunto de posses espanholas na costa Norte de África.
Ceuta
Ceuta é uma cidade autónoma situado na costa Norte de África, no estreito de Gibraltar e faz fronteira com Marrocos. O seu termo municipal tem uma superfície de 18,5 km² e mais de três quartas partes do seu perímetro são costeiras. O relevo é ligeiramente montanhoso pelo Oeste, na zona fronteiriça com Marrocos.  Cabe destacar no seu extremo Este o cabo da ponta Almina, e o Monte Hacho de 195 m de altitude. O monte Anyera, com 349 metros de altitude é o ponto mais alto de Ceuta. Na costa predominam mais as rasas e alcantilados que as praias. Também inclui a Ilha de Perejil, situada a 200 metros ao Norte da costa ao Noroeste do termo municipal e tem uma superfície de 1,35 km².
Melilla
Melilha é um município situado na costa Norte africana, ao Sul da costa andaluza e tem a fronteira com Marrocos. O seu termo municipal tem uma superfície de 12 km² e tem uma forma de semicírculo orientado ao Este, onde a costa, quase retilínea, olha a oriente. O relevo é muito plano, no que as altitudes máximas rondam aos 30 metros na zona Oeste. Na costa predominam as praias.
Ilhas Chafarinas
ilhas Chafarinas é um arquipélago espanhol do mar Mediterrâneo, situado em frente à costa do Norte de África das que dista 4 km (35º 11' N 2º 26' O) e constituído por três ilhas principais: Congresso, Isabel II e a do Rei. Estão protegidas sobre a forma de Reserva Nacional. A superfície terrestre total é de 52,5 ha, o relevo é acidentado e rochoso e o ponto mais alto está no Monte Ninho das Águias, na ilha do Congresso, com 137 m sobre o nível do mar. As praias são muito escassas na costa das ilhas.
Ilhote de Alhucemas
O Ilhote de Alhucemas é uma ilhota situada no mar Mediterrâneo, a 2 km ao Norte da costa africana e na baía homónima. Integra, junto com duas ilhotas desabitadas, a ilhote de Terra e a de Mar, as ilhas Alhucemas. Mede uns 170 metros de comprimento por 86 de largura, conta com uma extensão superficial aproximada de 0,15 km² e tem uma altitude máxima de 15 metros.
Ilhote de Vélez de la Gomera
O Ilhote de Vélez de la Gomera é uma península (originalmente ilha) situada no Norte de África, a 126 km ao Oeste de Melilha e a 117 km ao sudeste de Ceuta unida ao continente por uma estreita faixa de areia. Tem uma extensão de 19 000 m2 aproximadamente e uma altitude máxima de 87 m sobre o nível do mar.

## Influência do relevo na história da Espanha
O acidentado e complexo relevo que tem Espanha tem influído diretamente na história deste país, e nas batalhas e guerras que nele se livraram. Há que ter em conta que, até faz pouco mais de duzentos anos, o acesso a muitos pontos da Península Ibérica era complicado porque tinha que superar cordilheiras montanhosas. Por exemplo, para aceder à Meseta Central (onde estão Madrid e Toledo) saindo da Europa, há que atravessar os Pirenéus e o Sistema Ibérico.  Os antigos romanos, os visigodos, os árabes e posteriormente os cristãos tiveram dificuldades na conquista de territórios como os povoadores de zonas montanhosas conheciam bem a orografia da sua terra, enquanto os invasores não. Também por esse motivo se atrasou a conquista das Canárias. Nas zonas planas, especialmente na Meseta Central, os castelos construíam-se no alto dos montes para poder avistar o inimigo a tempo. Historiadores e escritores têm comparado à Meseta Central com um castelo, sendo as cordilheiras que a rodeiam as suas muralhas. Por tanto, Espanha nunca tem sido um país fácil de conquistar devido, em parte, ao seu relevo. Por outro lado, esta geografia foi uma das causas pelas que Espanha não teve uma rede de caminho-de-ferro suficientemente extensa até que as tecnologias permitiram a construção de rotas montanhosas. Esta falta de meios de transporte modernos supôs para o país um atraso no desenvolvimento da Revolução Industrial.